# Eric Harrison
Eric Harrison (Castlemaine, 10 de agosto de 1886 — Melbourne, 5 de setembro de 1945) foi um aviador australiano que realizou o primeiro voo militar do seu país e ajudou a lançar as bases para criação da Real Força Aérea Australiana (RAAF). Nascido em Victoria, ele era instrutor de voo na Grã-Bretanha quando, em 1912, respondeu à chamada do Departamento de Defesa australiano para que um conjunto de pilotos formassem uma escola de aviação. Juntamente com Henry Petre, ele estabeleceu a primeira base aérea da Austrália em Point Cook, Victoria, e a sua unidade de treino inaugural, a Escola de Voo Central (CFS), antes de fazer o seu voo histórico em março de 1914. Após a eclosão da Primeira Guerra Mundial, quando Petre passou a prestar serviço activo na Meia Esquadrilha da Mesopotâmia, Harrison encarregou-se de instruir os alunos pilotos do Australian Flying Corps no CFS.
Harrison foi transferido para a RAAF como um dos seus membros fundadores em 1921 e passou grande parte do período entreguerras em serviços técnicos e investigação de acidentes aéreos. Promovido a capitão do grupo em 1935, aposentou-se da força aérea três anos depois, quando o seu cargo de Director de Inspecção Aeronáutica foi transferido para a esfera pública. Ele continuou a ocupar o cargo mas como civil, até à sua morte repentina por doença cardíaca aos 59 anos de idade, logo após o fim da Segunda Guerra Mundial. As habilidades técnicas de Harrison e a sua associação com a aviação militar desde os seus primeiros dias na Austrália valeram-lhe o título de "Pai da RAAF" por muitos anos, até que esta honra passou para o marechal do ar Sir Richard Williams.

## Início de carreira
Nascido no dia 10 de agosto de 1886 em Clinkers Hill, perto de Castlemaine, Victoria, Harrison era filho do trabalhador de gráfica e papelaria Joseph Harrison, e da sua esposa inglesa Ann. Frequentou a Castlemaine Grammar School antes de começar a trabalhar como mecânico de motores. Desejoso de voar desde a primeira vez que viu um avião, ele viajou para a Grã-Bretanha em março de 1911 e recebeu instrução e treino de pilotagem na Escola de Bristol na Planície de Salisbury. Seis meses depois, tendo acumulado cerca de trinta minutos de voo, ele qualificou-se para o Certificado de Aviador do Royal Aero Club, tornando-se no terceiro australiano a consegui-lo. Conseguindo emprego como instrutor na mesma escola, ele deu aulas de pilotagem em nome da empresa em Espanha e na Itália, bem como em Halberstadt, na Alemanha, onde teve contacto em primeira mão com o militarismo germânico; alguns dos alunos que ele treinou e examinou, mais tarde, viriam a servir como pilotos na Luftstreitkräfte durante a Primeira Guerra Mundial.

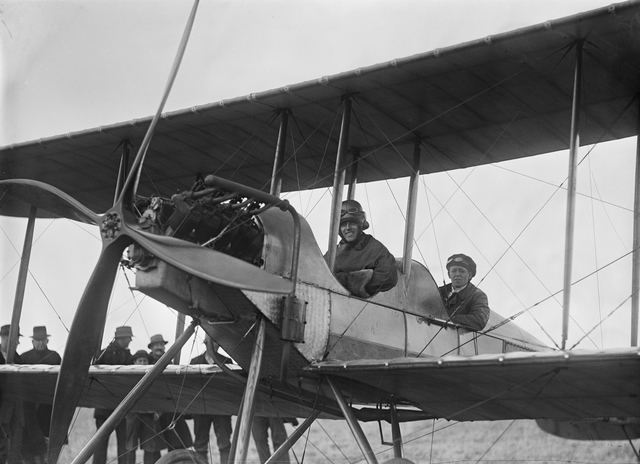
Tenentes Petre (à esquerda) e Harrison (à direita) num B.E.2 na Escola de Voo Central, em Point Cook, 1914

Em dezembro de 1911, o Departamento de Defesa australiano havia publicitado no Reino Unido o recrutamento de "dois mecânicos e aviadores competentes" para estabelecer um corpo de aviação e uma escola. Henry Petre, um ex-advogado contratado pela Handley Page, e H. R. Busteed, então piloto-chefe de testes da Bristol, inscreveram-se com sucesso. Petre foi comissionado como tenente das Forças Militares Australianas no dia 6 de agosto de 1912, mas Busteed retirou a sua candidatura em outubro e Harrison tomou o seu lugar, recebendo a sua comissão no dia 16 de dezembro. Embora o seu novo salário de 400 libras fosse uma pequena melhoria em relação ao que ganhava na Grã-Bretanha, Harrison estava feliz por ter uma "desculpa" para voltar a casa.
Petre escolheu Point Cook, em Victoria, para se tornar no local para a proposta Escola de Voo Central (CFS) do Exército em março de 1913; enquanto isso, Harrison permaneceu na Grã-Bretanha temporariamente, solicitando o complemento de aeronaves, incluindo dois monoplanos Deperdussin, dois biplanos Royal Aircraft Factory B. E. 2 e um Bristol Boxkite para o treino inicial. Em janeiro de 1914, a dupla havia estabelecido a escola com eles próprios como instrutores, reforçada com quatro mecânicos e três outros funcionários. Harrison fez o primeiro voo militar da Austrália num Boxkite num domingo, 1 de março de 1914, seguido por um segundo na mesma aeronave com Petre como passageiro, e depois um terceiro sozinho com um Deperdussin. Em 29 de junho, Harrison casou-se com Kathleen Prendergast, filha do futuro primeiro-ministro de Victoria George Prendergast, na Igreja Católica de Santa Maria em West Melbourne.

## Primeira Guerra Mundial

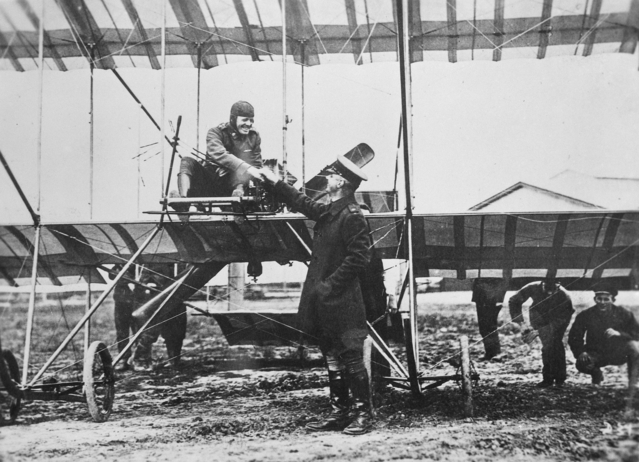
Tenente Harrison (à esquerda) num Bristol Boxkite, recebido pelo Tenente-coronel Edgar Hercules Reynolds, primeiro oficial comandante do Esquadrão N.º 1 do AFC, em Point Cook, c. 1916

Com o seu círculo de pessoal sendo agora referido como Australian Flying Corps, o CFS iniciou o seu primeiro curso de pilotagem no dia 17 de agosto de 1914, duas semanas após a eclosão da Primeira Guerra Mundial. Os quatro alunos incluíam o capitão Thomas White e os tenentes Richard Williams, George Merz e David Manwell; Harrison foi responsável pelo instrução inicial e Petre pela instrução avançada. Em setembro, Harrison recebeu o comando de uma unidade aérea que acompanhou a Força Naval e Militar Expedicionária da Austrália a Rabaul, na Nova Guiné Alemã. Com pouca resistência inimiga, a aeronave nunca foi montada no país e ele teve que voltar sem ter liderado os primeiros aviadores australianos em combate, uma distinção que em vez disso foi para Petre como comandante da Meia Esquadrilha da Mesopotâmia no ano seguinte.
Com Petre em serviço activo, Harrison assumiu a responsabilidade de providenciar instrução básica de pilotagem aos pilotos dos três primeiros esquadrões a serem formados na Austrália para o serviço militar no estrangeiro. Muitos dos seus alunos desempenhariam um papel de destaque na futura Real Força Aérea Australiana (RAAF), incluindo Bill Anderson, Harry Cobby, Adrian Cole, Frank McNamara, Lawrence Wackett e Henry Wrigley. Tendo formado 24 novos pilotos até ao final de 1915, Harrison foi capaz de estabelecer o primeiro esquadrão do AFC, denominado Esquadrão N.º 67 (australiano) do Real Corpo Aéreo; era comummente conhecido como Esquadrão N.º 1 do AFC desde o início, e oficialmente a partir de 1 de janeiro de 1918. A unidade partiu para o Egipto em março de 1916 sob o comando do Tenente-coronel E. H. Reynolds. Os esquadrões N.º 3 e N.º 4 do AFC foram formados em Point Cook no final de 1916 para operar na França, isto após receberem treino avançado na Inglaterra. Aumentando as suas funções institucionais e administrativas, Harrison colocou as suas habilidades mecânicas em uso iniciando a construção de motores aeronáuticos na Austrália e mantendo o complemento de fuselagens do CFS; de acordo com Wackett, apenas Harrison tinha a habilidade de manter as máquinas obsoletas no ar. Ele foi nomeado oficial encarregado do CFS em junho de 1917 com o posto temporário de major; uma posição que se tornou permanente em setembro de 1918. No dia 31 de dezembro de 1939, o CFS foi dissolvido em Point Cook com a chegada do Plano de Treino Aéreo da Comunidade Britânica. O CFS voltaria mais tarde com uma nova missão, no dia 29 de abril de 1940.

## Entre-guerras e Segunda Guerra Mundial
Harrison começou uma longa associação com engenharia e segurança aérea quando foi enviado para a Grã-Bretanha para ser destacado para a Directoria de Inspecção Aeronáutica após o fim da Primeira Guerra Mundial. Ele foi transferido como tenente de voo (líder de esquadrão honorário) para a recém-formada Força Aérea Australiana em março de 1921, tornando-se um dos seus vinte e um oficiais fundadores; o prefixo "Real" só foi adicionado ao nome do ramo em agosto daquele ano. Insatisfeito com a sua posição na RAAF, considerando a sua posição de liderança na Escola de Voo Central do pré-guerra e durante a guerra, Harrison apelou por maior antiguidade. Como resultado, ele foi nomeado Oficial de Ligação Aérea para o Ministério do Ar em Londres, com a promoção ao posto substantivo de líder de esquadrão. De volta à Austrália em 1925, ele foi nomeado Director Assistente de Serviços Técnicos em 1927, e logo depois ajudou a formar o Comité de Investigação de Acidentes Aéreos da RAAF. No ano seguinte, ele tornou-se Director de Inspecção Aeronáutica, sendo promovido a comandante de asa no dia 1 de julho de 1928. A posição de Harrison levou-o a andar por todo o país, inspeccionando equipamentos e investigando as causas dos acidentes aéreos. Capitão de grupo promovido no dia 1 de janeiro de 1935, ele assumiu o comando do comité de recursos do governo federal para aeronaves, motores aeronáuticos e transporte motorizado, um dos vários subcomités do Conselho de Recursos de Defesa criado para investigar e relatar a prontidão da indústria australiana no fornecimento de recursos para a defesa do país em caso de conflito internacional.

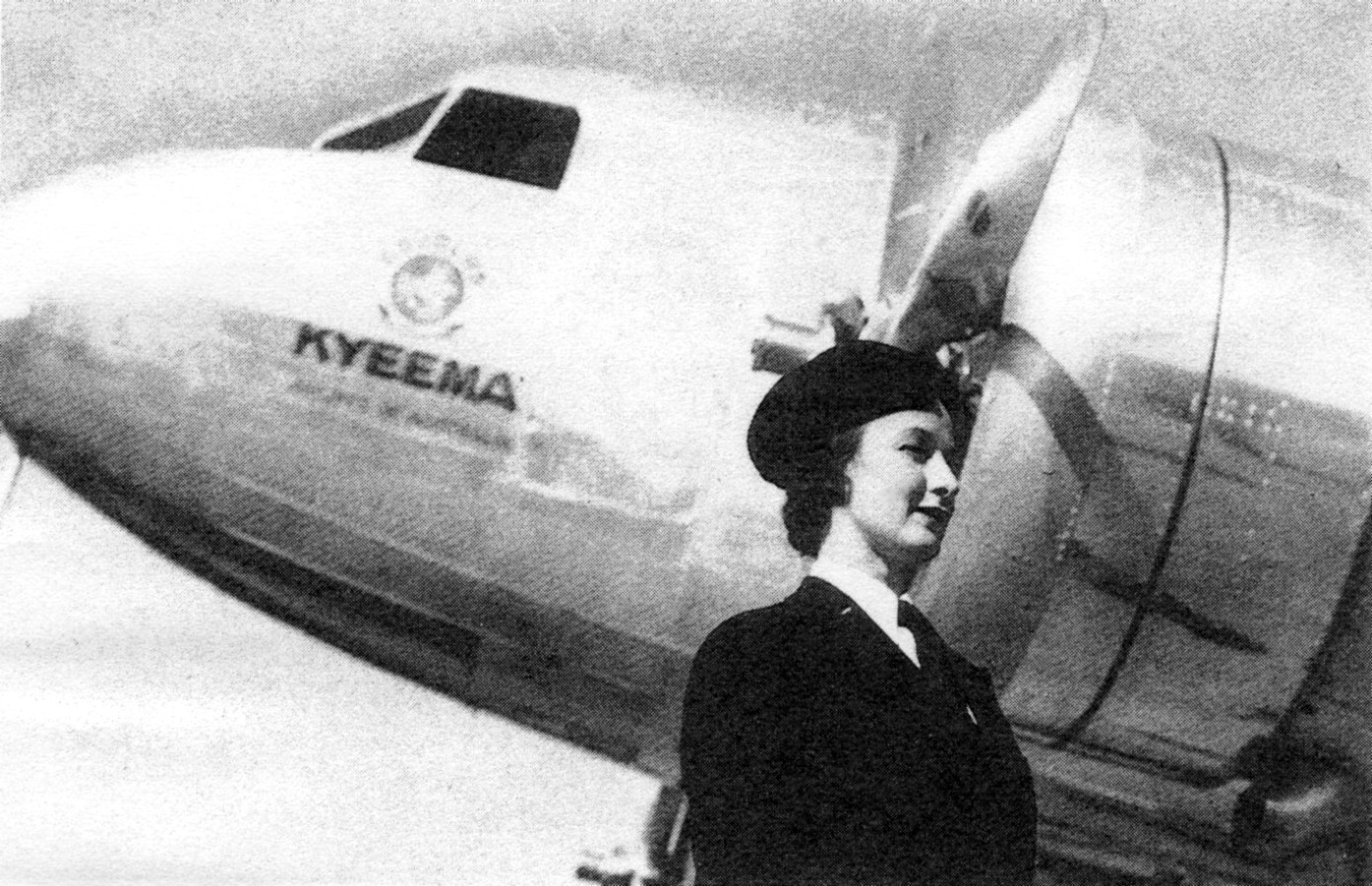
O DC-2 Kyeema; Harrison fez parte da equipa de inquérito que tratou do acidente de 25 de outubro de 1938

Em 1937, Harrison voltou à Grã-Bretanha para estudar mais profundamente os métodos de investigação de acidentes aeronáuticos, bem como a produção de aeronaves. A sua posição como Director de Inspecção Aeronáutica passou para o âmbito civil em 12 de março de 1938, um evento que o viu a retirar-se da RAAF de modo a continuar na mesma função. Ele era membro do tribunal de inquérito sobre o acidente de 25 de outubro do avião Douglas DC-2 Kyeema, que ultrapassou o aeroporto de Essendon em nuvens baixas, matando todos os quatorze passageiros e quatro membros da tripulação. O relatório do inquérito destacou o major Melville Langslow, membro financeiro do Conselho de Aviação Civil e do Conselho Aéreo da RAAF, pelas críticas a medidas de corte de custos que haviam atrasado os testes de faróis de segurança projectados para tais eventualidades. De acordo com o historiador da força aérea Chris Coulthard-Clark, quando Langslow foi nomeado Secretário do Departamento de Aeronáutica em novembro do ano seguinte, ele esforçou-se para "dificultar a vida" de Harrison, causando "amargura e atrito dentro do departamento", forçando a que o então Chefe do Estado-Maior da Aeronáutica, o Vice-marechal da aeronáutica Stanley Goble, tomasse medidas para proteger o inspector de segurança da ira do novo secretário.
Harrison ocupou o cargo de Director de Inspecção Aeronáutica durante a Segunda Guerra Mundial, com uma equipa formada por mais de 1200 elementos em 1945. Uma reorganização da directoria em 1940 permitiu que engenheiros civis qualificados fossem recrutados para trabalhos que exigiam crescente especialização técnica, sem que tivessem de ingressar na força aérea. Em julho do mesmo ano, Harrison propôs a construção de uma série de casas de teste para ajudar a descentralizar os testes químicos, mecânicos e metrológicos de materiais usados na fabricação de munições que antes precisavam passar pelos Laboratórios de Fornecimento de Munições ou pelo Laboratório Nacional de Padrões. O resultado foi uma grande melhoria na velocidade dos testes e, de acordo com a história oficial da Austrália na guerra, "um aproveitamento mais completo da mão de obra científica e técnica do país". A filha de Harrison, Greta, juntou-se à Women's Auxiliary Australian Air Force e, no final da guerra, era tenente de voo graduada.

## Legado

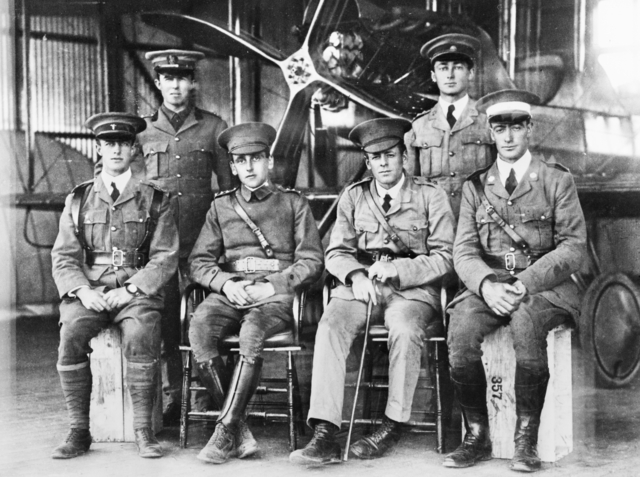
Instrutores e alunos do primeiro curso CFS em Point Cook em 1914: Richard Williams e Thomas White (última fila); George Merz, Henry Petre, Eric Harrison e David Manwell (primeira fila)

Em 5 de setembro de 1945, assim que a guerra terminou, Harrison morreu repentinamente de doença cerebrovascular hipertensiva enquanto estava em sua casa, no subúrbio de Melbourne, Brighton; ele deixou a sua esposa e filha, tendo sido cremado. O ministro da Aeronáutica, Arthur Drakeford, comentou que “todos os integrantes da força aérea, e, de fato, todos os australianos interessados na aviação, devem sentir a sua perda como o rompimento de um dos últimos elos com os dias pioneiros da aviação”. Um dos Deperdussin originais que Harrison encomendou e ajudou a montar para a Escola de Voo Central em 1914, mais tarde, foi exibido no Memorial de Guerra Australiano em Camberra.
Apesar das suas vitórias na supervisão do treino de cada piloto estudante que serviu no Australian Flying Corps durante a Primeira Guerra Mundial, Eric Harrison não recebeu condecorações ou outro reconhecimento oficial, o que levou o Capitão de grupo Mark Lax, na Conferência de História da RAAF de 1999, a descrevê-lo como "talvez o mais azarado de todo o AFC ... um herói anónimo". No entanto, ele era geralmente considerado o "Pai da RAAF" até que o título acabou por ser atribuído ao Marechal do ar Sir Richard Williams. A experiência técnica inicial de Harrison, a longa associação com a aviação militar australiana como membro fundador do AFC e da RAAF e a personalidade "mais assertiva" tendiam a ofuscar as contribuições de Henry Petre, a quem o historiador Douglas Gillison considerou "igualmente autorizado" a tal elogio. Revendo as contribuições de Petre e Harrison no seu volume da História Centenária da Defesa Australiana, em 2001, Alan Stephens concluiu que "talvez qualquer julgamento não fosse apenas discutível, mas também gratuito, pois pelas circunstâncias e realizações ambos os homens deveriam pertencer ao panteão da RAAF".